# Eignungsauswahlverfahren
Eignungsauswahlverfahren (auch Einstellungs- und Auswahlverfahren, kurz EAV) bezeichnet das Auswahlverfahren bei Bundespolizei, Länderpolizeien, Zoll und Bundeskriminalamt vor der Einstellung in den Vollzugsdienst. Im Rahmen dieses Verfahrens durchlaufen die Bewerber verschiedene Tests, wie beispielsweise einen Allgemeinwissenstest und einen Sporttest, aber auch ein Assessment-Center und eine Untersuchung auf Polizeidiensttauglichkeit gehören fast immer dazu. Die genauen Testverfahren und Anforderungen variieren stark zwischen den einzelnen Behörden.